# Арктическая галерея Макнота
Арктическая галерея Макнота (англ. Arctic Experience McNaught Gallery) — художественная галерея, расположенная в Гамильтоне, Онтарио, Канада. В ней представлены произведения инуитского искусства и канадские пейзажи.

## История
Уроженцы Гамильтона Марвин и Лорейн Коэн переехали на Баффинову Землю в 1970-х годах, когда Марвин стал преподавателем в Фробишер-Бэй. Пара провела там пять лет и познакомилась с сообществом инуитов, тем самым она узнала местных людей и их искусство. Они вернулись в Гамильтон в 1980-х годах и в 1983 году открыли арктическую галерею на Хьюстон-стрит, чтобы выставить и продемонстрировать скульптуру инуитов, а также провести выставки работ художников-инуитов.
Макнот вырос в Дип-Ривер, Онтарио, и переезжал в Торонто и Берлингтон, Онтарио, прежде чем поступить в Университет Макмастера. Он стал частью художественного сообщества Гамильтона, работала в редакционной коллегии журнала Art Impression, был редактором по искусству и досугу на 701.com и исполнял обязанности директора галереи Беккет с 1981 года до ее закрытия в 1993 году.
Коэны перенесли свою галерею на ее нынешнее место, James Street South, в 1993 году. В то время они вступили в партнерские отношения с Макнотом, который представил коллекцию канадских картин и гравюр для галереи.
В 2015 году галерея появилась в новостях, когда Макнот инициировал оценку большой коллекции произведений искусства, которая располагалась в галерее. Среди картин было несколько набросков, которые, как утверждалось, были нарисованы художником «Семерки» Дж. Э. Х. Макдональдом и захоронены им на заднем дворе его дома.
В 2016 году галерея приобрела 132 произведения инуитского искусства, созданные в 1950-х и 1960-х годах больными туберкулезом в Гамильтонском санатории.

## Скульптура
Коэны продолжают посещать Кейп-Дорсет, чтобы перенести новые скульптуры некоторых канадских инуитских художников в галерею, в том числе Паута Сайла, Келли Кимирпик, Пудлалик Шаа и Тукики Маноми.

## Картины
Галерея Макнот демонстрирует работы канадских художников, которые работают над пейзажами и природными мотивами. Особое внимание уделяется живописцам Гамильтона, включая Брайана Дарси, Джеймса Гаммерсона, Хизер Пейт и Жизель Комтуа. В галерее также представлено несколько исторических гравюр, в том числе работы Джорджа Томпсона, Франца Джонстона, Гизлена Карона, Фрэнка Панабакера, Фредерика Хейнса и майора Джеймса Уоллиса.